# Luigi Gonzaga "Rodomonte"

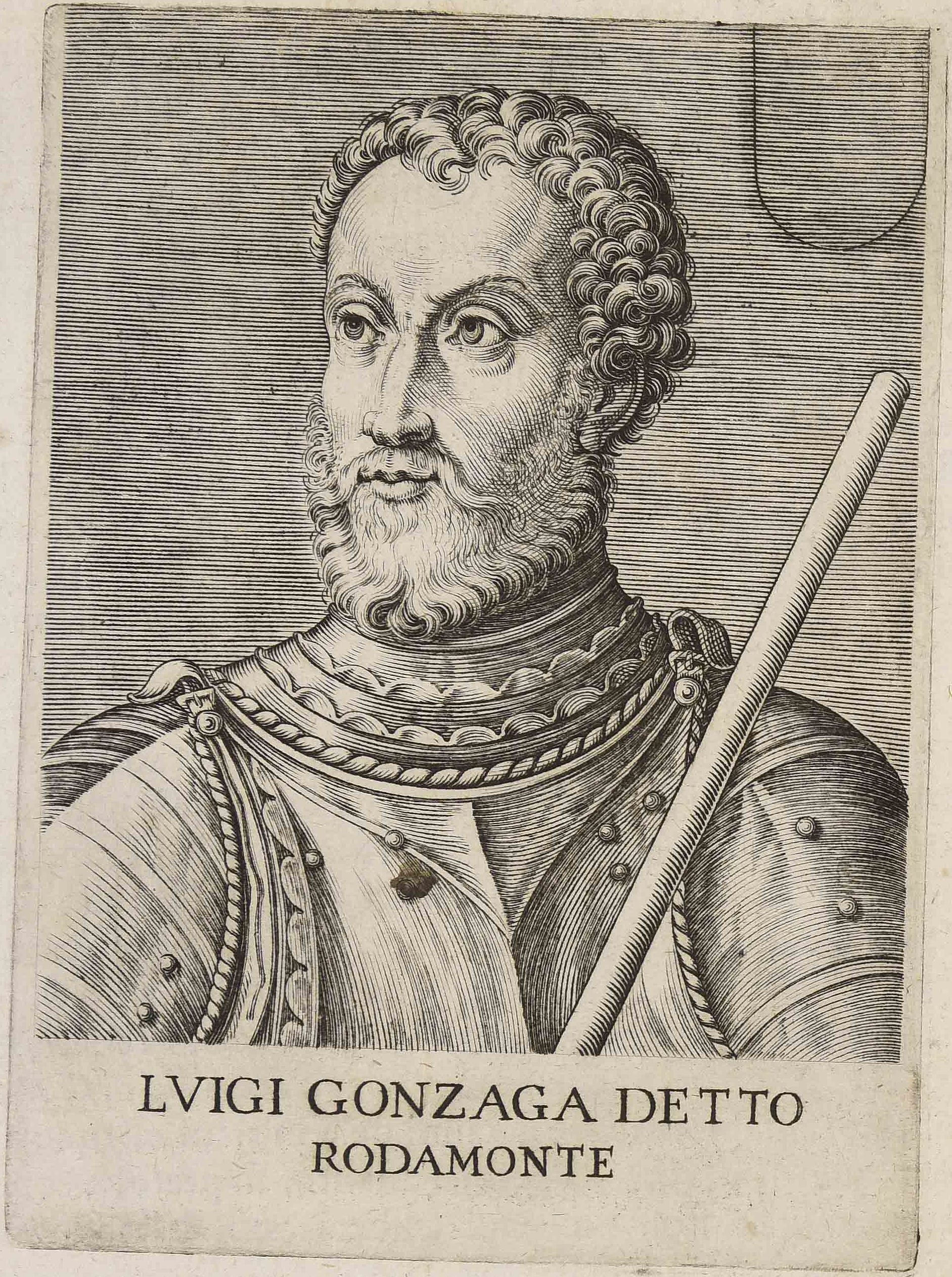
Ritratto di Luigi "Rodomonte" Gonzaga

Luigi Gonzaga "Rodomonte" (Mantova, 16 agosto 1500 – Vicovaro, 2 dicembre 1532), fu capitano imperiale di Carlo V.

## Biografia
Figlio primogenito di Ludovico Gonzaga, conte di Rodigo del ramo cadetto gonzaghesco di Gazzuolo e di Francesca Fieschi, dei conti di Lavagna. Sin da giovane viene avviato agli studi umanistici (ebbe come precettore Giovanni Bonavoglia) e all'arte della guerra. Chiamato “Rodomonte” per la sua straordinaria forza fisica, vive presso le corti di Spagna e d'Inghilterra.
Nel 1522 fu al seguito di Carlo V in Gran Bretagna. Nel 1527 partecipò al Sacco di Roma con i suoi soldati mercenari e mise in salvo il papa Clemente VII, assediato a Castel Sant'Angelo, scortandolo sino a Orvieto. Per i favori prestati ricevette le insegne di comandante supremo delle truppe pontificie ed il consenso a sposare il 16 aprile 1528 Isabella Colonna, unica figlia ed erede di Vespasiano Colonna, duca di Traietto e conte di Fondi. A causa di una malattia ritornò in patria e si stabilì a Rivarolo.
La sua carriera militare proseguì sotto le insegne pontificie con la presa di Ancona il 20 settembre 1532 e la lotta contro il ribelle abate di Farfa Napoleone Orsini arroccatosi nel castello di famiglia a Vicovaro. 
Qui giunto in ottobre, la cinse d'assedio incontrando vigorosa resistenza. Sferrato l'assalto finale il 30 novembre, finalmente il Gonzaga entrò vittorioso. Ma non tutti si arresero: un colpo di archibugio colpì il Gonzaga alla spalla sinistra. Senza volto l'autore del tiro proditorio, ma un poeta dell'epoca, del pari anonimo, attribuì al crudel Orsin l'affocata palla che sorprese il cavaliere ardito.
Mortale il colpo, ma non fulminante: trasportato nel palazzo cittadino, assistito dalla moglie (i racconti in prosa e in versi sulle ultime ore del Gonzaga concordano nel farla presente al suo fianco), il Gonzaga ebbe modo, prima di spirare, di dettare minuziose disposizioni testamentarie. Le trascrissero i due notai pubblici di Vicovaro, essendo testimoni, tutti videnti et intelligenti, il mantovano Giovan Francesco Capi colonnello generale pontificio, il medico lodigiano Tommaso Cadimosto, il phisico romano Damiano de Damianis, il mantovano Emilio Boccalino, il nobile Roberto Pallavicini, il milanese maestro Dionisio de Bonatti. Lucida la volontà testamentaria del Gonzaga - marchese, duca di Trajeto, conte di Fundi et capitano generale della Chiesa; questi i titoli di sua spettanza -, il quale, sano di mente, senso et intellecto, nell'imminenza della morte, dispose con chiara dictatura, chiedendo perdono al papa per aver partecipato al sacco di Roma. Il Gonzaga spirò nel 1532, nella terra di Vicovaro, nel palazzo di detto loco, sotto la diocesi tiburtina.

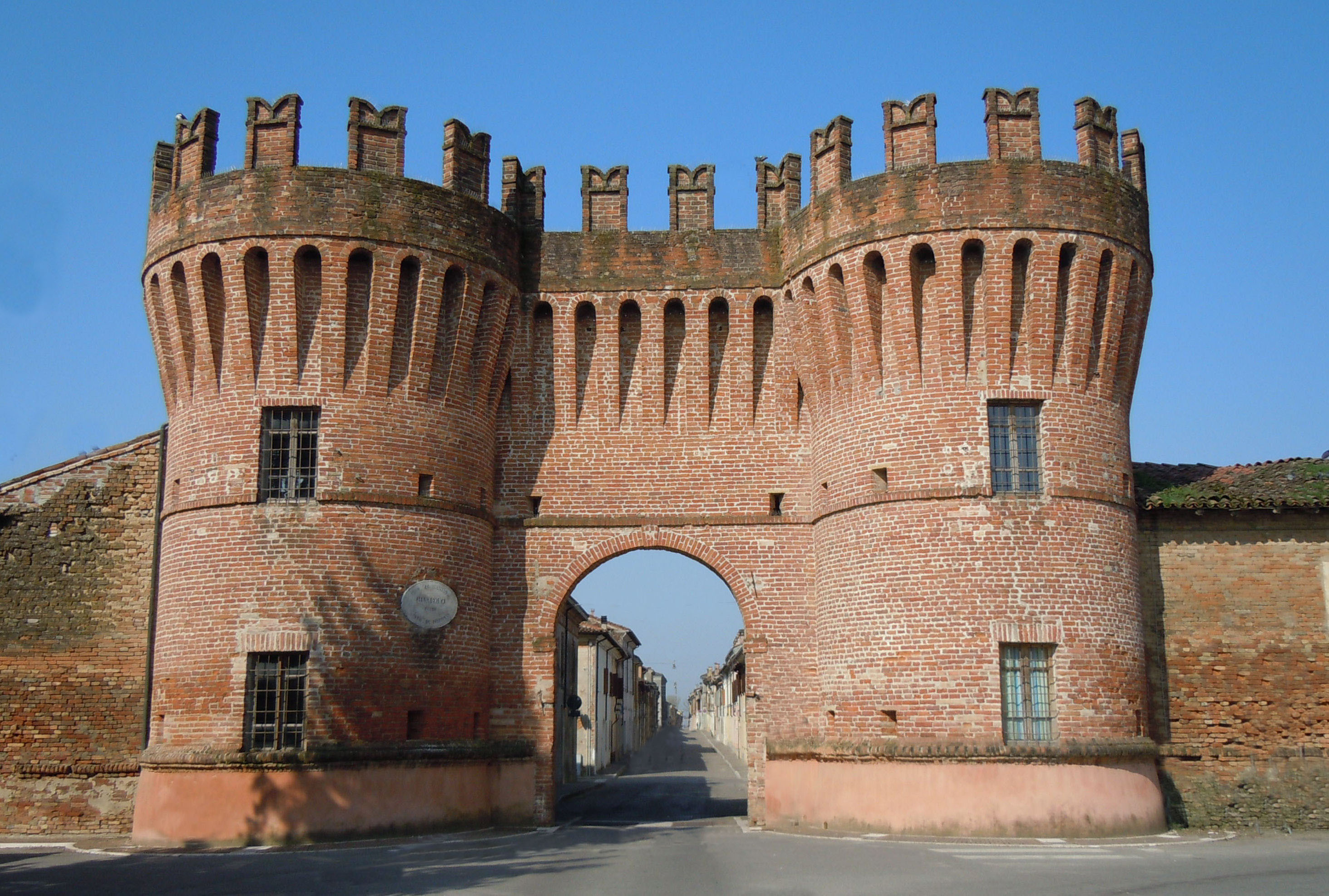
Rivarolo, porta di ingresso.

Il comando della sua compagnia venne assunto dal suo condottiero Capino da Mantova.
Luigi Gonzaga fu anche poeta e cultore delle lettere.
Dopo alcuni anni di soggiorno a Rivarolo, nel 1534, la moglie decise di ritornare con il figlio nelle proprie terre. Isabella si risposò con Filippo di Lannoy, principe di Sulmona ed ottenne il consenso imperiale per affidare Vespasiano alle cure della zia Giulia Gonzaga.

## Discendenza
Luigi ed Isabella ebbero un figlio:
- Vespasiano, nato a Fondi il 6 dicembre 1531.

## Ascendenza

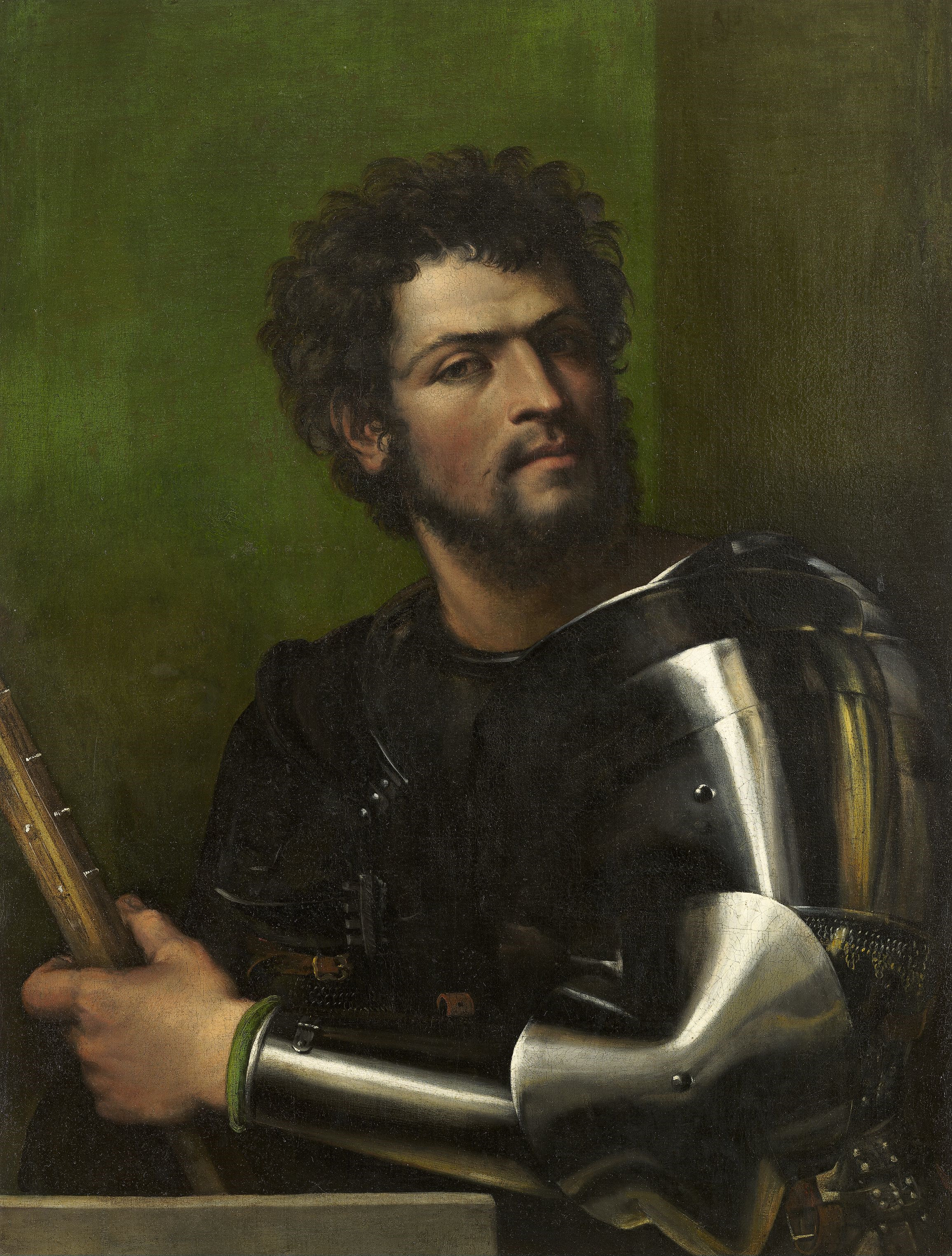
Sebastiano del Piombo, Uomo in arme, Hartford, Wadsworth Atheneum, 1520/30.

|                           |                     |                                   | Genitori                       |  |  | Nonni |  |  | Bisnonni            |  |  | Trisnonni             |  |
|                           |                     |                                   |                                |  |  |       |  |  | Ludovico II Gonzaga |  |  | Gianfrancesco Gonzaga |  |
|                           |                     |                                   |                                |  |  |       |  |  | Ludovico II Gonzaga |  |  | Gianfrancesco Gonzaga |  |
|                           |                     | Paola Malatesta                   |                                |  |  |       |  |  | Ludovico II Gonzaga |  |  |                       |  |
| Gianfrancesco Gonzaga     |                     |                                   |                                |  |  |       |  |  | Ludovico II Gonzaga |  |  |                       |  |
|                           |                     | Barbara di Brandeburgo            | Giovanni l'Alchimista          |  |  |       |  |  |                     |  |  |                       |  |
|                           |                     | Barbara di Brandeburgo            | Giovanni l'Alchimista          |  |  |       |  |  |                     |  |  |                       |  |
|                           |                     | Barbara di Brandeburgo            | Barbara di Sassonia-Wittenberg |  |  |       |  |  |                     |  |  |                       |  |
| Ludovico Gonzaga          |                     | Barbara di Brandeburgo            |                                |  |  |       |  |  |                     |  |  |                       |  |
|                           |                     | Pirro del Balzo                   | Francesco II del Balzo         |  |  |       |  |  |                     |  |  |                       |  |
|                           |                     | Pirro del Balzo                   | Francesco II del Balzo         |  |  |       |  |  |                     |  |  |                       |  |
|                           |                     | Pirro del Balzo                   | Sancia di Chiaromonte          |  |  |       |  |  |                     |  |  |                       |  |
| Antonia del Balzo         |                     | Pirro del Balzo                   |                                |  |  |       |  |  |                     |  |  |                       |  |
|                           |                     | Maria Donata Orsini               | Gabriele Orsini del Balzo      |  |  |       |  |  |                     |  |  |                       |  |
|                           |                     | Maria Donata Orsini               | Gabriele Orsini del Balzo      |  |  |       |  |  |                     |  |  |                       |  |
|                           |                     | Maria Donata Orsini               | Giovanna Caracciolo            |  |  |       |  |  |                     |  |  |                       |  |
| Luigi Gonzaga "Rodomonte" |                     | Maria Donata Orsini               |                                |  |  |       |  |  |                     |  |  |                       |  |
|                           | Gianluigi I Fieschi | …                                 |                                |  |  |       |  |  |                     |  |  |                       |  |
|                           | Gianluigi I Fieschi | …                                 |                                |  |  |       |  |  |                     |  |  |                       |  |
|                           | Gianluigi I Fieschi | …                                 |                                |  |  |       |  |  |                     |  |  |                       |  |
| Gianluigi II Fieschi      | Gianluigi I Fieschi |                                   |                                |  |  |       |  |  |                     |  |  |                       |  |
|                           |                     | Luisetta Fregoso                  | …                              |  |  |       |  |  |                     |  |  |                       |  |
|                           |                     | Luisetta Fregoso                  | …                              |  |  |       |  |  |                     |  |  |                       |  |
|                           |                     | Luisetta Fregoso                  | …                              |  |  |       |  |  |                     |  |  |                       |  |
| Francesca Fieschi         |                     | Luisetta Fregoso                  |                                |  |  |       |  |  |                     |  |  |                       |  |
|                           |                     | Giovanni I Lazzarino Del Carretto | …                              |  |  |       |  |  |                     |  |  |                       |  |
|                           |                     | Giovanni I Lazzarino Del Carretto | …                              |  |  |       |  |  |                     |  |  |                       |  |
|                           |                     | Giovanni I Lazzarino Del Carretto | …                              |  |  |       |  |  |                     |  |  |                       |  |
| Caterina del Carretto     |                     | Giovanni I Lazzarino Del Carretto |                                |  |  |       |  |  |                     |  |  |                       |  |
|                           |                     | Viscontina Adorno                 | …                              |  |  |       |  |  |                     |  |  |                       |  |
|                           |                     | Viscontina Adorno                 | …                              |  |  |       |  |  |                     |  |  |                       |  |
|                           |                     | Viscontina Adorno                 | …                              |  |  |       |  |  |                     |  |  |                       |  |
|                           |                     | Viscontina Adorno                 |                                |  |  |       |  |  |                     |  |  |                       |  |

## Luigi Gonzaga nell'arte
Nel dipinto Uomo in arme di Sebastiano del Piombo, conservato nel Wadsworth Atheneum di Hartford, potrebbe essere raffigurato "Rodomonte".